# Nuevo Taniperla
Nuevo Taniperla är en ort i Mexiko.   Den ligger i kommunen Palenque och delstaten Chiapas, i den sydöstra delen av landet, 900 km öster om huvudstaden Mexico City. Nuevo Taniperla ligger 133 meter över havet och antalet invånare är 137.
Terrängen runt Nuevo Taniperla är kuperad österut, men västerut är den platt. Nuevo Taniperla ligger nere i en dal. Runt Nuevo Taniperla är det glesbefolkat, med 16 invånare per kvadratkilometer. Närmaste större samhälle är El Sibal, 19,0 km söder om Nuevo Taniperla. I omgivningarna runt Nuevo Taniperla växer i huvudsak städsegrön lövskog.